# Bornival
Bornival (Waals: Bournivå) is een plaats en deelgemeente van de Belgische gemeente Nijvel. Bornival ligt in de provincie Waals-Brabant en was tot 1 januari 1977 een zelfstandige gemeente.

## Bezienswaardigheden
- De Moulin de Bornival is een watermolen op de Thines.
- De Ferme du Seigneur is een voormalige herenzetel waarvan het kasteel in 1777-1780 werd gesloopt. Van dit kasteel bleef nog een door twee ronde torens geflankeerd poortgebouw gespaard.
- De Sint-Franciscuskerk (Église Saint-François d'Assise) is een kerkje waarvan het schip en een deel van het koor van 1600 stamt. In 1780 werden de zijbeuken en een deel van het koor toegevoegd.

## Natuur en landschap
Bornival ligt aan de Thines die westwaarts naar de Samme stroomt, die hier de bedding vormt van het historische Kanaal Charleroi-Brussel. De hoogte aan de kerk bedraagt 103 meter.

## Demografische ontwikkeling
- Bronnen:NIS, Opm:1831 tot en met 1970=volkstellingen, 1976= inwonersaantal op 31 december

## Bekende inwoners
- François d'Arlin, geboren in Dôle rond 1538 en overleden op 23 mei 1641, ridder, heer van Bornival en Grambais, commandant van de stad Nijvel (vóór 1604), gouverneur van Mariembourg, kapitein, eerst van een infanterie- en later van een cavaleriecompagnie in het Bourgondische leger, bouwheer van de kerk van Bornival
- Emmanuel de Perceval (1731-1800), baljuw en meier van Bornival, hoog ambtenaar in dienst van de Oostenrijkers

## Nabijgelegen kernen
Monstreux, Ronquières